# Wang Feng (futbolista)
Wang Feng (en chino tradicional, 王峰; en chino simplificado, 王峰; pinyin, Wáng Fēng, Guangxi, China; 1956) es un exfutbolista de China que jugaba en la posición de delantero.

## Carrera

### Club
Jugó toda su carrera con el Guangxi FC de 1976 a 1982.

### Selección nacional
Jugó para China de 1978 a 1982 con la que anotó dos goles en 18 partidos y participó en la Copa Asiática 1980 y ganó la medalla de bronce en los Juegos Asiáticos de 1978.

## Estadísticas

### Partidos por Año
| Selección | Año   | Partidos | Goles |
| --------- | ----- | -------- | ----- |
| China     |       |          |       |
| 1978      | 6     | 2        |       |
| 1979      | 0     | 0        |       |
| 1980      | 6     | 0        |       |
| 1981      | 3     | 0        |       |
| 1982      | 3     | 0        |       |
| Total     | Total | 18       | 2     |

### Goles con Selección
| No | Fecha      | Sede                                      | Rival   | Gol | Resultado | Torneo                                   |
| -- | ---------- | ----------------------------------------- | ------- | --- | --------- | ---------------------------------------- |
| 1. | 19-12-1978 | Tailandia                                 | Malasia | 6—1 | 7–1       | Amistoso                                 |
| 2. | 27-12-1978 | Rizal Memorial Stadium, Manila, Filipinas | Macao   | 1—0 | 2–1       | Clasificación para la Copa Asiática 1980 |